# Dammarie-sur-Loing
Dammarie-sur-Loing è un comune francese di 548 abitanti situato nel dipartimento del Loiret nella regione del Centro-Valle della Loira.

## Società

### Evoluzione demografica
Abitanti censiti